# Utetheisa daphonea
Utetheisa daphonea là một loài bướm đêm thuộc phân họ Arctiinae, họ Erebidae.